# Vanilla dietschiana

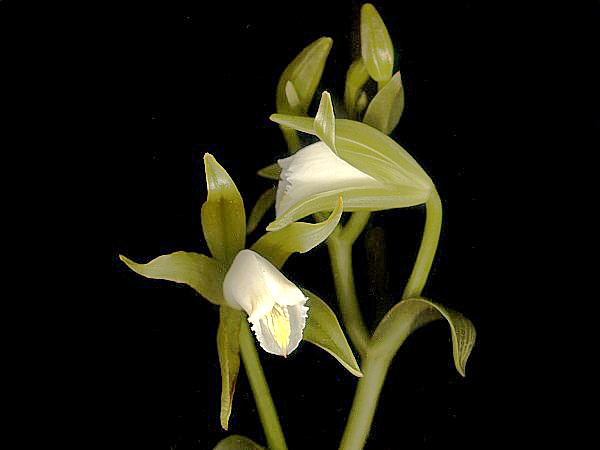

Vanilla dietschiana – gatunek roślin jednoliściennych z rodziny storczykowatych (Orchidaceae). Znaleziony dwukrotnie w wilgotnych lasach równikowych w brazylijskim stanie São Paulo w latach 1903 i 2009 oraz raz w stanie Espírito Santo w 1973. Odkrywcą i autorem pierwszego opisu botanicznego był Gustavo Edwall, który zaliczył gatunek do rodzaju wanilia (Vanilla). Takson wyodrębniony został do osobnego rodzaju w 1986 roku jako jedyny przedstawiciel monotypowego rodzaju Dictyophyllaria (D. dietschiana). Badania genetyczne wykonane w XXI wieku wykazały jednak, że wyodrębnianie rodzaju Dictyophyllaria czyni z rodzaju wanilia Vanilla takson parafiletyczny. Gatunek ten okazał się bowiem zagnieżdżony w obrębie rodzaju wanilia i blisko spokrewniony z gatunkami Vanilla edwallii Hoehne i Vanilla parvifolia 
Barb. W konsekwencji uznano za poprawne pierwotne ujęcie taksonomiczne i gatunek wrócił do pierwotnej nazwy, nadanej mu przez odkrywcę. 